# Лінгсар (район)
Лінгса́р (індонез. Lingsar) — один з 10 районів округу Західний Ломбок провінції Західна Південно-Східна Нуса у складі Індонезії. Розташований у північно-східній частині. Адміністративний центр — село Лінгсар.
Населення — 64909 осіб (2012; 63409 в 2010).

## Адміністративний поділ
До складу району входять 10 сіл:
| Населений пункт      | Населення, осіб (2010) |
| -------------------- | ---------------------- |
| Бату-Кумбунг, село   | 6896                   |
| Бату-Мекар, село     | 8807                   |
| Гегерунг, село       | 3768                   |
| Дасан-Гер'я, село    | 4449                   |
| Думан, село          | 6228                   |
| Каранг-Баян, село    | 4875                   |
| Лангко, село         | 5976                   |
| Лінгсар, село        | 10707                  |
| Петалуах-Індах, село | 6404                   |
| Сігеронган, село     | 5299                   |